# Havidić Selo
Havidić Selo is een plaats in de gemeente Zagreb in de Kroatische provincie Stad Zagreb. De plaats telt 62 inwoners (2001).